# Cornucoquimba kianofei
Cornucoquimba kianofei is een mosselkreeftjessoort uit de familie van de Hemicytheridae. De wetenschappelijke naam van de soort is voor het eerst geldig gepubliceerd in 1984 door Hu.